# 漢娜·阿柏
漢娜·阿柏（英語：Hannah Alper，2003年—）是一位加拿大籍行動主義者、部落客與勵志演說家，關注的議題包含環境、反霸凌以及社會正義。阿柏曾以勵志演說家的身份周遊於北美洲，並曾於世界自然基金會、旁觀者革命、We Day與WE慈善（前身為解放兒童組織）等非營利組織工作。

## 歷史
在阿柏9歲時，就開始經營她的部落格CallMeHannah.ca。她曾是2013年與2014年朱諾獎的官方生態部落格。
阿柏目前是《哈芬登郵報》的作家，並曾在TED大會上發表演說，主題為「如何找到你的火花」。
在過去的採訪當中，漢娜傳達了她的關鍵訊息：「不管你有多年輕，你都可以有所作為，你可以改變。你可以找到你的火花，你可以點燃它。」

## 個人生活
阿柏目前居住在安大略省列治文山。